# Daphnella cancellata
Daphnella cancellata é uma espécie de gastrópode do gênero Daphnella, pertencente à família Raphitomidae.